# Poecilimon brunneri
Poecilimon brunneri är en insektsart som först beskrevs av Frivaldsky 1867.  Poecilimon brunneri ingår i släktet Poecilimon och familjen vårtbitare. Inga underarter finns listade i Catalogue of Life.